# إيجيس ديفيندرز
إيجيس ديفيندرز (بالإنجليزية: Aegis Defenders)‏، هي لعبة فيديو ثنائية الأبعاد من نوع منصات وحماية البرج، صدرت اللعبة في شهر فبراير 2018، حيث تعمل على منصات إكس بوكس ون، بلاي ستيشن 4 ومايكروسوفت ويندوز، لعبة فيديو تم تصميمه من أحد طلبة جامعة جنوب كاليفورنيا الأمريكية.

## الموقع الخارجي
- الموقع الرسمي
 (الإنكليزية)